# Lili (film, 1903)
Lili je švédský němý film z roku 1903. Tvůrcem je Ernest Florman (1862–1952), průkopník filmu ve Švédsku. Film měl premiéru 11. června 1903 na průmyslové výstavě v Helsingborgu. Jedná se o první film, ve kterém se objevila švédská sopranistka a později herečka Emma Meissner (1866–1942).